# NGC 46
NGC 46 је појединачна звезда у сазвежђу Рибе која се налази на NGC листи објеката дубоког неба.
Деклинација објекта је + 5° 59' 14" а ректасцензија 0h 14m 10,0s. Привидна величина (магнитуда) објекта NGC 46 износи 10,7 а фотографска магнитуда 11,7.